# Манычские озёра
Манычские озёра (Манычская озёрная группа) — крупная озёрная группа в Кумо-Манычской впадине — на территории бывшего морского пролива, соединявшего Азовское и Каспийское моря. Представляет собой цепь мелководных пресных и солоноводных озер, с многочисленными островами и мелководьями. Озёра имеют реликтовое происхождение. Часть озёр в летнее время пересыхает или сильно зарастает камышом

## Физико-географическая характеристика
Общее количество озёр в Манычской котловине — около 170 озёр. Большинство было невелико: площадь 153 озер — не более 5 квадратных километров. Наиболее богата реками и озерами западная часть, здесь расположено озеро Маныч-Гудило, или Большой Лиман, и протекает самая крупная река котловины — Западный Маныч. Другие крупные озёра — Большое и Малое Яшалтинские, Грузское, Цаган-Хаг, Лысый Лиман, Царык.

### Геоморфология
Современная геоморфология Манычской долины сформировалась в последнюю позднеплейстоценовую трансгрессию. Происхождение Манычских озёр связано со сменой морского и речного режима во время хвалынской трансгрессии.

### Рельеф, берега и гидрология
Все Манычские озёра имеют четко выраженные крутые берега и совершенно плоское дно с едва заметным понижением к центру. Форма их котловин удлиненная, вытянутая параллельно простиранию Манычской впадины. Дно озёр состоит преимущественно из синей соленосной глины и при высыхании покрывается кристаллами соли.
Крупнейшее озеро системы Маныч-Гудило простирается в длину на 80-90 км, а в ширину до 10 км. С северной стороны к озеру присоединяются вытянутые с запада на восток узкие лиманы. Среди невысоких увалов, параллельно один другому, лежат подобные же соленые озера. Некоторые являются самосадочными бассейнам, то есть в них образуется соль. Одно из таких озёр — озеро Грузское. У восточного конца располагаются такие же придаточные лиманы и отдельные соленые озера. С южной стороны озера Маныч-Гудило, на территории Ставропольского края, вытянулись цепочки мелких озёр и протоков, называемых Подманками. Основная часть озёр имеют глубины от 0,5 до 2 м.
Манычские озёра питаются за счет выщелачивания слагающих Кумо-Манычскую впадину морских отложений поверхностными и грунтовыми водами, к концу лета, как правило, пересыхают (за исключением Маныча). Пересыхающие озера в Приманычье носят название сагов. По происхождению и положению эти озера относятся к лиманным озерам реки Западный Маныч. Вода во всех лиманных озерах меняется от соленой до горько-соленой. По солевому составу воды озер относятся преимущественно к карбонатному и сульфатному типу. Воды всех озер, особенно мелких, отличаются высоким содержанием органических веществ, фосфатов, нитратов и нитритов, которые увеличиваются ко дну.
Для водоёмов Манычской озёрной группы характерны колебания уровня и солёности воды, имеющие антропогенно-естественный характер.

### Фауна
Основу ихтиофауны озёр составляют сазан, вобла, краснопёрка, судак.
Озёра являются местом гнездования, линьки и пролета более 190 видов птиц, 26 из которых считаются редкими и исчезающими. На островах озера гнездятся 10 видов птиц, занесенных в «Красную Книгу России». Манычские озёра в пределах самой крупной миграционной трассы в Евразии, соединяющей Западную Сибирь, Таймыр и Казахстан с Ближним и Средним Востоком, Северной и Восточной Африкой. В настоящее время угодье является одним из самых крупных мест длительных остановок мигрирующих гусеобразных и околоводных птиц в пределах России. Манычские озёра — один из крупнейших в Евразии районов сосредоточения мигрирующих гусей: регулярно регистрируются белолобый гусь, краснозобая казарка, пискулька, серый гусь. Общий масштаб миграции оценивается: у уток — в 1,5 млн особей, у гусей — в 0,4 млн особей, из которых краснозобых казарок не менее 8,0 тыс.особей. Место массового гнездования колониальных околоводных птиц: чайковых, пеликанов, голенастых.

## Особо охраняемые природные территории
Озеро Маныч-Гудило признано водно-болотным угодьем международного значения и охраняется Рамсарской конвенцией. Часть акватории озера Маныч-Гудило с прилегающей к ней территорией с 1996 года является орнитологическим филиалом биосферного заповедника «Черные земли», площадью 27,58 тыс. га, имеет статус водно-болотного угодья международного значения. Острова Водный и Горелый, а также часть территорий, прилегающих к западной части озера Маныч-Гудило входит в состав Ростовского заповедника.